# Batman: The Killing Joke (Film)
Batman: The Killing Joke ist eine US-amerikanische Zeichentrickverfilmung der Graphic Novel Batman: Lächeln, bitte! von Alan Moore und Brian Bolland unter der Regie von Sam Liu. Er erschien 2016 und ist Teil der DC Universe Animated Original Movies.

## Handlung

### Batgirls Prolog
Ein eigens für den Film entwickelter Prolog ist dem Handlungsstrang der Vorlage vorangestellt, der den Charakter von Batgirl beleuchtet:
Bei einem nächtlichen Streifzug vereitelt Batgirl alias Barbara Gordon einen Raubüberfall des Kriminellen Paris Franz. Dieser ist daraufhin von ihr besessen und will ihre Aufmerksamkeit erregen. Batman zeigt sich von dieser Entwicklung besorgt und warnt Barbara, nicht unvorsichtig zu werden. Sie weist ihn jedoch als überfürsorglich und kontrollierend zurück. Als Batgirl in Franz’ Falle geht und Batman sie retten muss, zieht er sie vom Fall ab. Über den Dächern von Gotham City kommt es zwischen den beiden zu einem Streit und Kampf, der darin endet, dass die beiden miteinander schlafen.
Danach ist das Verhältnis zwischen Bruce und Barbara zerrüttet. Barbara versucht die Beziehung zu kitten, doch Bruce versteift sich mehr auf die Jagd nach Franz. Dabei gerät er am Hafen in einen Hinterhalt und wird von Franz und seinen Gehilfen verletzt. Batgirl kommt ihm zur Hilfe und gemeinsam legen sie Franz das Handwerk. Doch auch danach ist es nicht wie vorher. Darum gibt Barbara das Batgirl-Kostüm zurück und beendet ihre Karriere als Superheld.

### Rachefeldzug des Jokers
Etwa eine Woche später besucht Batman den Joker im Arkham Asylum, um sich mit diesem auszusprechen. Er befürchtet, dass ihre jahrelange Fehde in einer Katastrophe enden wird. Darum möchte er zumindest einmal den Versuch unternehmen, dem Joker ins Gewissen zu reden. Dabei entdeckt er, dass der Inhaftierte ein Strohmann ist, und der wahre Joker bereits geflohen.
Indes besichtigt der Joker einen alten Jahrmarkt und bereitet seine Rache an Batman vor. Er dringt in die Wohnung des Polizeichefs Jim Gordon ein, um ihn zu entführen. Dabei schießt er Barbara durch den Bauch in das Rückgrat, so dass sie fortan querschnittsgelähmt ist. Anschließend entkleidet er sie und macht von ihr Fotos. Jim Gordon bringt er auf seinen Rummelplatz und zwingt ihn, in einer Geisterbahn zu fahren, die ihn mit den Bildern seiner verletzten Tochter konfrontiert. Er will Gordon in den Wahnsinn treiben, um zu beweisen, dass jeder Mensch durch ein einziges traumatisches Erlebnis verrückt werden kann. Dies soll zeigen, dass sich Batman, Gordon und er im Wesentlichen nicht unterscheiden.
Schließlich trifft Batman auf dem Jahrmarkt ein und ein Kampf entbrennt. Batman schlägt Jokers Handlanger nieder und befreit Gordon. Dieser ist noch klar bei Verstand und bittet Batman, den Joker streng nach dem Willen des Gesetzes zu verhaften, um dessen These zu widerlegen. In einem letzten Showdown besiegt Batman den Joker. Anstatt ihn zusammenzuschlagen, bietet er ihm seine Hilfe an, sich zu rehabilitieren, so wie er es in Arkham vorhatte. Der Joker lehnt ab, da es seiner Meinung nach bereits zu spät dafür sei. Schließlich erzählt der Joker einen Witz über zwei Insassen eines Irrenhauses, das als Metapher für das Angebot von Batman steht. Überraschenderweise lacht Batman gemeinsam mit dem Joker über dessen Witz.

### Herkunft des Jokers
Die Handlung des Films wird unterbrochen von Rückblenden, die die Vergangenheit des Jokers erläutern. So war er ein erfolgloser Comedian, der sich zu einem Einbruch überreden ließ, um seiner schwangeren Frau ein besseres Leben zu ermöglichen. Zwar stirbt sie kurz vor dem Coup bei einem Unfall, doch seine Partner verbieten ihm auszusteigen.
Der arme Comedian soll zwei Gangster durch eine Chemiefabrik führen, in der er ehemals gearbeitet hatte, um in die benachbarte Spielkartenfabrik einzubrechen. Dabei soll er die Verkleidung des „Red Hood“ tragen, um den Verdacht von der Gruppe zu lenken. In der Fabrik liefern sie sich jedoch eine Schießerei mit den Wachleuten, wobei die beiden Gangster umkommen. Der Komiker flieht, wird jedoch von Batman gestellt. Vor Schreck stolpert er über den Umhang seines Red-Hood-Kostüms und fällt in den Abwasserkanal der Fabrik. Dieser spült ihn zwar nach draußen in Sicherheit, doch die Chemikalien entstellen ihn. Traumatisiert von der Unglückskette verliert er schließlich den Verstand.
Die Rückblenden erzählt der Joker aus seiner Sicht. Zum Schluss erwähnt er jedoch, dass er sich manchmal so und manchmal anders an seine Entstehung erinnert. Das macht ihn zu einem unzuverlässigen Erzähler, und seine wahre Herkunft bleibt weiterhin mysteriös.

## Produktion

### Projektentwicklung
Mehrere Jahre bevor Batman: The Killing Joke in Produktion ging, gab es Pläne, Batman: Lächeln, bitte! als Trickfilm zu verfilmen. Schon zu Beginn erkannten jedoch die Filmemacher, dass wegen des Inhalts eine Altersfreigabe R der Motion Picture Association of America vorliegen muss, um vorlagentreu zu verfilmen. Das heißt, dass in den Vereinigten Staaten eine Altersempfehlung ab 17 Jahren oder mit Elternbegleitung vorliegt. Aus diesem Grund erwog Warner Bros., das Filmbudget zu reduzieren, da sie durch die Einstufung entsprechend niedrige Verkaufszahlen erwarteten. Nachdem der Film Watchmen – Die Wächter jedoch das erhoffte Einspielergebnis nicht erzielen konnte, wurde die Verfilmung zu The Killing Joke auf Eis gelegt, da Warner Bros. davon ausging, dass ein Superheldenfilm mit R-Wertung noch zu früh sei.
Als wenige Jahre später erneut Pläne für eine Verfilmung der Graphic Novel The Killing Joke gemacht wurden, kam es in Aurora bei einer Kinovorstellung des Batmanfilms The Dark Knight Rises zu einem Amoklauf. Da aus diesem Grund Schusswaffengewalt mit Batman assoziiert wurde, wurde das Filmprojekt erneut verschoben, obwohl die Vorproduktion wie das Charakterdesign bereits stattfand.
Am 10. Juli 2015, am selben Tag, als der Film Justice League: Götter und Monster Premiere feierte, kündigte Warner Bros. auf der San Diego Comic-Con drei weitere Animationsfilme für die DC Universe Animated Original Movies für 2016 an: Batman: Bad Blood, Justice League vs. Teen Titans und Batman: The Killing Joke.
Im November 2015 ließ Warner Bros. verlauten, dass für den Batman: The Killing Joke die Wertung R vorliegen darf. So haben der Produzent James Tucker und das Kreativteam die Freiheit, die Handlungen des Jokers vollständig und ohne Zensur zeigen zu können. Damit wäre Batman: The Killing Joke gemeinsam mit der erweiterten Fassung des Films Batman v Superman: Dawn of Justice der erste Batman-Film mit dieser Wertung. Im April 2016 gab die Motion Picture Association bekannt, den Film mit R zu werten. Besonders die der Vorlage ergänzte Handlung rund um Batgirl soll die Wertung rechtfertigen. Als Regisseur fungiert Sam Liu, während neben Tucker auch Bruce Timm als Produzent fungiert. Creative Director des Trickfilms ist Mike Carlin.

### Drehbuch
Die Handlung basiert auf der Graphic Novel Batman: Lächeln, bitte! und beleuchtet die Entstehungsgeschichte des Joker, wobei die Verfilmung 75 Jahre nach seinem ersten Comic-Auftritt erscheint.
Da die Vorlage nicht genügend Material für einen Kinofilm bietet, beschloss Warner Bros., einen Prolog zu ergänzen, der den Charakter von Batgirl näher beleuchten und somit die emotionale Auswirkung der Haupthandlung verstärken soll. Barbara Gordon spielte nämlich bereits in der Vorlage eine kontroverse Opferrolle, die ausschlaggebend für die Handlung, jedoch klein war. So kamen Timm, Burnett und Azzarello auf die Idee, eine Sexszene mit Batman und Batgirl einzubauen. Sie waren sich des Risikos bewusst, doch wollten sie zeigen, dass beide Figuren große Fehler begehen. Laut Drehbuchautor Azzarello begegneten sie der Kontroverse, indem sie „mehr Kontroverse hinzufügten“. Er erklärte, Batgirl sei dadurch stärker als die Männer in der Geschichte und entwickelte am Ende einen noch stärkeren Charakter. Regisseur Liu stimmt zu, dass Batgirl und Batman Fehler machen, doch Batgirl trifft ihre Entscheidungen mit emotionaler Stärke.

### Synchronisation
Kevin Conroy und Mark Hamill synchronisieren erneut ihre Stammrollen als Batman und der Joker. Sie verliehen seit den 1990er Jahren in zahlreichen Animationsfilmen, -serien und Videospielen den beiden Figuren ihre Stimme. Ebenfalls ist Hamill Sänger des Lieds I Go Looney aus dem Soundtrack.
| Rolle                    | Originalstimme | Deutscher Sprecher |
| ------------------------ | -------------- | ------------------ |
| Batman / Bruce Wayne     | Kevin Conroy   | Eberhard Haar      |
| Batgirl / Barbara Gordon | Tara Strong    | Manja Doering      |
| Joker                    | Mark Hamill    | Torsten Michaelis  |
| James Gordon             | Ray Wise       | Fred Maire         |

### Vermarktung
Mitte März 2016 postete Mark Hamill das erste Bild aus dem Trickfilm auf Twitter. Zur Veröffentlichung des Films Justice League vs. Teen Titans wurde im Bonusmaterial ein 12-minütiges Teaser-Video zu The Killing Joke mit Interviews von Stab und Synchronsprecher veröffentlicht. Am 26. April 2016 veröffentlichte Warner Bros. den ersten offiziellen Trailer zum Film. Im folgenden Monat wurde ein Bild veröffentlicht, auf dem erstmals Batgirl aus dem Film Batman: The Killing Joke zu sehen ist. In einem Interview des YouTube-Kanals DC All Access mit Tiffany Smith, der Synchronsprecherin von Batgirl, wurde weiteres Bildmaterial vom Film und von der Produktion gezeigt.
Der YouTube-Kanal Plan-Making Mammals überarbeitete den ersten Trailer, sodass er Brian Bollands Zeichnungen mehr ähnelt.

### Veröffentlichung
Der Film feierte seine Premiere am 22. Juli 2016 auf der San Diego Comic-Con International. In den Kinos erschien er erstmals am 23. Juli in Taiwan, etwa eine Woche vor Suicide Squad. In den USA wurde der Film am 25. und 26. Juli in ausgewählten Kinos vorgeführt. Als Vorprogramm lief ein Dokumentationsfilm über die Besetzung von Mark Hamill für die Rolle des Jokers. Nach dem Hauptprogramm gab es einen Blick hinter die Kulissen, wo diverse Momente mit dem Joker gezeigt werden.
Bereits am 26. Juli wurde der Film im Internet veröffentlicht, und am 2. August war er in den Vereinigten Staaten auf Blu-ray und DVD erhältlich. In Deutschland erschien er am 4. August auf DVD. Auf Blu-ray ist ferner eine sogenannte Deluxe Edition verfügbar, die zusätzlich eine limitierte Figur vom Joker enthält.

## Kritiken
Insgesamt erhielt der Film gemischte Kritiken. Vor allem die Darbietung der Sprecher sowie die Vorlagentreue des Hauptteils wird gelobt. Dagegen bemängeln Kritiker, dass der Prolog und weitere Abweichungen hauptsächlich sexueller Natur sind. Das Hauptproblem sei dabei, dass Batmans Handlungen seiner etablierten Rolle als Vaterfigur widerspricht.
Zudem wurde das Ziel verfehlt, Batgirl eine eigene Geschichte zu geben, da ihr Charakter sich lediglich über die Männer in ihrem Leben definiert. So ist ihr Gegenspieler Franz ein Narzisst mit einem Batgirl-Fetisch, dessen gesamte Mitwirkung sexuell beladen ist. Ihre romantische Beziehung zu Batman ist zwar nicht neu im DC-Universum, sondern wurde bereits in Batman Beyond angedeutet. Jedoch zehrt diese Beziehung ihren Prolog vollständig auf. Schließlich ist auch der sexuelle Übergriff des Jokers auf Barbara, wie auch schon in der Vorlage, ein einschneidendes Ereignis in ihrem Leben.
Christoph Petersen schreibt bei Filmstarts.de, es sei „mutig, die Beziehung der zwei Helden neu auszuloten“, doch „hinterlässt die Umsetzung einen eher zwiespältigen Eindruck“, da sie „Barbara Gordon zu sehr auf ihr Verlangen nach Batman reduziert“. So zieht er das Fazit: „Nach einem zumindest zwiespältigen Prolog folgt eine der bisher besten DC-Comic-Adaptionen überhaupt.“
Auch der ironische YouTube-Kanal Screen Junkies widmete dem Film eine Folge ihrer Honest Trailers. Anstatt Barbaras Charakter mit einem modernen Handlungsstrang aufzufrischen, bekämpfe Warner Bros. „Feuer mit Benzin“, indem sie eine Reihe sexistischer Klischees hinzufügen.